# Hugo Ekitiké
Hugo Ekitiké (* 20. Juni 2002 in Reims) ist ein französischer Fußballspieler. Er steht seit Juli 2025 beim FC Liverpool in der Premier League unter Vertrag. Der Stürmer ist seit Oktober 2021 französischer U-20-Nationalspieler.

## Karriere

### Verein
Hugo Ekitiké, dessen Mutter kamerunischer Abstammung ist, begann 2008 im Alter von sechs Jahren für den FC Cormontreuil zu spielen und wechselte 2013 in die Jugendabteilung von Stade Reims. 2019 kam er erstmals in der Reservemannschaft von Reims zum Einsatz. Am 12. Juli 2020 unterschrieb Ekitiké seinen ersten Profivertrag bei dem Verein. Sein Debüt in der A-Mannschaft gab er am 17. Oktober 2020 bei der 1:3-Niederlage in der Ligue 1 gegen den FC Lorient. Am 29. Januar 2021 wechselte Ekitiké auf Leihbasis für den Rest der Saison zu Vejle BK in die dänische Superliga, wo er drei Tore in elf Ligaspielen erzielte.
Zur Saison 2020/21 kehrte Ekitiké nach Frankreich zurück. Am 12. September 2021 erzielte er beim 2:0-Sieg von Reims gegen Stade Rennes sein erstes Tor in der Ligue 1. Aufgrund seiner guten Leistungen in der Hinrunde der Saison wurden Vereine aus der englischen Premier League im Wintertransferfenster auf ihn aufmerksam. Ein Transfer zu Newcastle United kam im Januar 2022 allerdings nicht zustande. Im Juli 2022 wurde der Franzose mit anschließender Kaufoption ligaintern für eine Saison an Paris Saint-Germain verliehen. Der Verein zog diese Kaufoption nach Ablauf der Leihe.
Am 31. Januar 2024 wechselte Ekitiké bis zum Ende der Saison 2023/24 auf Leihbasis mit Kaufoption zu Eintracht Frankfurt. Nach zehn Bundesligaspielen, in denen er ein Tor erzielte, wurde er im April 2024 fest verpflichtet und mit einem Vertrag bis zum 30. Juni 2029 ausgestattet.
Zur Saison 2025/26 wechselt Ekitiké in die Premier League zum FC Liverpool.

### Nationalmannschaft
Sein Debüt für die französische U-20-Nationalmannschaft gab er am 7. Oktober 2021 in einem Freundschaftsspiel gegen Tunesien.

## Titel
- Französischer Meister: 2023
- Französischer Supercupsieger: 2023